# Войнова, Ваня
Ваня Найденова Войнова (27 декабря 1934, София — 9 марта 1993, София) — болгарская баскетболистка, член Зала славы ФИБА с 2007 года и Зала славы женского баскетбола с 2001 года. Заслуженный мастер спорта Болгарии (1958).
На протяжении всей своей спортивной карьеры Войнова выступала за софийскую «Славию», с которой 12 раз становилась чемпионкой Болгарии и дважды, в 1959 и 1963 годах, выигрывала Европейский кубок (современная женская Евролига). В составе сборной Болгарии Войнова в 1958 году стала чемпионкой Европы, в 1959 году выиграла серебряную медаль чемпионата мира, в 1964 году — бронзовую медаль чемпионата мира, дважды, в 1960 и 1964 годах, становилась вице-чемпионкой Европы, а в 1954 и 1962 годах выигрывала бронзовые медали чемпионатов Европы.
В 1958 году Войнова была признана лучшей спортсменкой Болгарии и лучшей баскетболисткой Европы. В 1959 году она была включена в символическую сборную лучших игроков чемпионата мира. После завершения карьеры игрока работала спортивным журналистом.
Войнова была замужем за игроком мужской сборной Болгарии, Цвятко Барчовски, родила двух детей, дочь Ивету и сына Розена, также ставшего баскетболистом и баскетбольным тренером.